# هويت مينغ
هويت مينغ (بالإنجليزية: Hoyt Ming)‏ هو موسيقي أمريكي، ولد في 6 أكتوبر 1902 في مقاطعة تشوكتاو في الولايات المتحدة، وتوفي في 28 أبريل 1985.

## وصلات خارجية
- هويت مينغ على موقع IMDb (الإنجليزية)
- هويت مينغ على موقع ميوزك برينز (الإنجليزية)
- هويت مينغ على موقع ديسكوغز (الإنجليزية)